# Schlüsselloch-Report
Schlüsselloch-Report ist ein deutscher Film des Regisseurs Walter Boos aus dem Jahr 1973. Er ist eine Variante der erfolgreicheren Filmreihe Schulmädchen-Report (siehe Report-Film). Alternativtitel ist Bettgeheimnisse junger Lippen.

## Handlung
In sieben Episoden werden die sexuellen Abenteuer von Leuten, die sich in ihrem stillen Kämmerlein unbeobachtet fühlen, dargestellt:
- Ein junger Mann wird von seinen beiden Cousinen und deren Mutter verführt.
- Ein Mann, der sich auf einem Campingplatz als Inspektor des Gesundheitsamts ausgibt und die Urlauberinnen inspiziert.
- Ein Mann, der im Hotel eine Baronin verführt.
- Zwei Stotterer, die ein Schulmädchen verführen wollen.
- Ingrid will ihrem Verlobten Erwin finanziell helfen und wird als Taxifahrerin Opfer einer Vergewaltigung.
- Etagenkellner Rico und seine Freundin, das Zimmermädchen Vickie, wollen Hotelgästen die Zeit gegen Geld versüßen.
- Ein Mädchen, das für ihren studierenden Freund als Prostituierte Geld verdient.

## Kritik
„Wahllos aneinandergereihte Bettszenen, von einem dümmlichen Kommentar begleitet. Es geht um einen Jungen aus "Iserlohn im Rheinland" (!), den sich zwei Cousinen und die Tante aus München zur Kurzweil auserkoren haben; ferner um einen Kellner und sein Zimmermädchen, die sich per Verführung das Hotel in Italien zusammensparen - usw. usw.“